# Очко (гра)
Очко, також має назву двадцять одне очко, або просто двадцять одне — варіант картярської гри, відомої в багатьох країнах.
Ця гра схожа на варіант гри блекджек, в який можливо грати стандартною колодою (36 карт) замість повної стандартної колоди (52 карти), адже раніше була поширена колода з 36 карт, а колоди з 52 і 54 карт були рідкістю.
На відміну від блекджека, значення карт J (валет), Q (дама) і K (король) не 10, а 2, 3 і 4 відповідно, чим частково компенсується відсутність карт від двійки до п'ятірки. Але, через те, що кількість карт, які мають значення 10, істотно менше, ніж в блекджеку, то ігровий баланс сильно відрізняється. Туз 11 або 1. Король 4. Дама 3. Валет 2. Решта за нумеруванням.

## Правила
Здавач (банкір) визначається жеребкуванням, далі здають по черзі. Вартість карт в очках: туз — 11 очок (при переборі, за домовленістю, туз може враховуватися як 1, за аналогією з блекджеком), король — 4 очка, дама — 3 очка, валет — 2 очка, інші — за номіналом.
Колода ретельно тасується, знімає гравець ліворуч від банкіра. Банкір оголошує суму: «У банку 10 гривень», можна ставити в банк будь-яку суму. Далі кожному гравцеві здається по одній карті в закритому вигляді, останню карту банкір здає собі й розкриває, показуючи всім.
Нижню карту колоди банкір відкриває та кладе її згори колоди картинкою догори. Гравець, який отримав карту, відмовитися від гри вже не може, він повинен розіграти банк, а тільки потім вийти з гри. Перший хід належить гравцю зліва від банкіра. Гравець називає ставку, на яку він хоче зіграти в даному турі, але яка не перевищує суму грошей, які знаходяться в банку. Наприклад в банку 10 гривень. Гравець говорить: «Іду на 5 гривень» і просить одну карту у банкіра. Якщо гравцеві не вистачає очок, щоб набрати 21, то він просить ще карту. Гравець, який набирає 21 очко, відразу заявляє про це і забирає з банку свій виграш. Якщо гравець набрав більше 21-го очка, то він зобов'язаний показати свої карти та заплатити борг в банк (за приховування перебору гравець платить удвічі).
Банкір останнім заявляє, на що він йде, і після чого всі гравці відкривають свої карти. Гравець, який набирає найбільше очок, виграє. Якщо число очок однакове, то ставки, зроблені гравцями, повертаються їм назад. Гравець, який програв, кладе в банк свій програш і гра триває. Відіграні карти після кожного гравця, банкір кладе зверху колоди сорочкою догори, далі бере собі знизу карту і продовжує гру з наступним гравцем. Якщо банк зірваний кимось із гравців, то карти для банкування передаються наступному гравцеві зліва.
Існують правила, які гравці використовують за попередньою домовленістю — наприклад, добір карти наосліп: якщо гравець набрав 17 очок і для виграшу їх мало, то він просить у банкіра одну карту, але не дивиться її. У такому випадку, якщо у гравця перебір, то він програв, але не подвійно. За перебір очок наосліп гравця не штрафують.
Банк збирається до «стуку». Стуком називається сума грошей, що втричі перевищує ставку банкіра. У нашому випадку банкір набрав 30 гривень і оголошує стук. При «стуку» кожен гравець може заявити будь-яку суму грошей (не вище банку), якщо виграє, то забирає, якщо програє, то додає. Після закінчення останнього туру при стукоті, всі гроші, які залишилися, банкір забирає собі або «пролітає». Але в будь-якому випадку банкір більш ніж 30 гривень не програє.
Правила можуть коливатися, і нерідко обговорюються учасниками до початку гри. Найчастіше відхилення стосуються порядку роздачі карт і порядок закінчення раунду гри (очко виграє відразу — або після того, як всім роздані карти). Часто туз не зараховується за 1, а два туза — зараховуються за очко.
Банкір, набравши 17 очок і вище, не має права взяти ще карту, навіть якщо бачить, що понтер набрав більше. Комбінація, що складає 17 очок (так звана скарбниця), небажана для банкіра, але до програшу вона призводить набагато рідше, ніж перебір. При 16 і нижче, він навпаки, не має права зупинитися (в деяких випадках при 15 і нижче; при 16 — він може вирішувати на розсуд), навіть якщо бачить, що понтер набрав менше очок.
Особливі комбінації (за домовленістю)
Натуральне очко — 21 очко на двох картах, тобто туз і десять.
Золоте очко, місто — два тузи; виграють негайно у будь-якій комбінації, навіть у 21-і. Можуть також трактуватися як найдрібніший перебір — 22 очка або ж просто 12 очок, при «м'якому» тузі.
П'ять картинок — незалежно від вартості, зараховуються як 21 очко. Найменший за вартістю — 11 очок (4 валети і дама); найбільший — 19 (4 королі і дама).
678 або 777 — можуть виплачуватися бонусні виграші.

## У культурі
- У «блатній» пісні Владимирский централ (Але не очко, зазвичай, губить, А до одинадцяти — туз)
- У найбільш відомому перекладі пісні на іврит очко замінено на покер (буквальний зворотний переклад: «Як без дами флеш-рояль»)
- У піснях Висоцького «Пам'ятаю, я одного разу і в очко, і в штос грав …», «Ми зіграли з Талем десять партій в преферанс, в очко і на більярді, Таль сказав — такий не підведе»